# 普雷斯克艾爾鎮區 (密歇根州)
普雷斯克艾爾鎮區（英語：Presque Isle Township）是位於美國密歇根州普雷斯克艾爾縣的一個行政鎮區。

## 地方資料
普雷斯克艾爾鎮區的面積為122.20平方千米，當中陸地面積為92.20平方千米，而水域面積為30.00平方千米。根據2020年美國人口普查的數據，當地共有人口1698人，而人口密度為每平方千米13.9人。